# Matt Costa
Matthew Albert Costa, detto Matt (Huntington Beach, 16 giugno 1982), è un cantautore statunitense.

## Biografia
Agli inizi del 2003 la prima demo di Matt inizia e girare tra amici e conoscenti di Huntington Beach e dintorni. Una copia finì tra le mani di Tom Dumont, chitarrista dei No Doubt. Dumont si offrì di registrargli delle altre demo nel suo studio. Le prime registrazioni portarono ad un demo di 5 tracce: "Matt Costa EP" distribuito dagli stessi Costa e Dumont. Phil Ek (Modest Mouse, The Shins) diede gli ultimi ritocchi, mixando le dodici tracce che sarebbero poi diventate Songs We Sing.
Matt trascorse l'estate del 2005 aprendo il tour estivo di Jack Johnson. Ha anche fatto da spalla per artisti come Modest Mouse, Pinback, Bullit to Spill, Gomez, The Vandals, My Morning Jacket e Stone Gossard dei Pearl Jam. Matt si è unito al tour europeo di Jack Johnson nel 2006. Ha contribuito alla colonna sonora di Sing-A-Longs and Lullabies for the Film Curious George, infatti la traccia "Lullaby" è presa dal suo "The Elasmosaurus EP". Matt è andato in tour per il Sud America nel novembre 2007 insieme con G. Love, Donavon Frankenreiter, Animal Liberation Orchestra e l'artista/fotografo Jay Alders.

## Discografia

### Album
- Songs We Sing (2005)
- Songs We Sing (2006) (ripubblicato dalla Brushfire Records)
- Unfamiliar Faces (2008)
- Mobile Chateau (2010)
- Matt Costa (2013)

### EP
- Matt Costa EP (2003)
- The Elasmosaurus EP (2005)
- Sacred Hills EP (2012)
- Eucalyptus EP (2015)
- Cat Mosta EP (2015)
- Neon Brain EP (2015)
- Anchor & the Albatross EP (2016)